# Heinrich Konstantin Anton von Poyda
Heinrich Konstantin Anton von Poyda (* 3. Mai 1764 auf Remptendorf; † 24. Februar 1834 auf Schöneiche (Kreis Sorau)) war ein preußischer Generalmajor und zuletzt Kommandeur der 11. Landwehrbrigade.

## Leben

### Herkunft
Seine Eltern waren Kark Balthasar von Poyda (* 28. März 1724; † 11. Januar 1791) und dessen zweite Ehefrau Karoline Friederike Antonie, geborene von dem Borne (* 4. Dezember 1721; † 25. Juni 1786). Sein Vater stammte aus Rendsburg, war Leutnant im preußischen Freibataillon „Salemon“ und hatte nach dem Siebenjährigen Krieg seinen Abschied genommen. Sein Bruder Karl Wilhelm († 1793) starb als preußischer Kapitän und Kompaniechef im Infanterieregiment „von Wengern“.

### Militärkarriere
Poyda besuchte ab 30. Januar 1775 das Kadettenhaus Berlin und wurde am 1. Juni 1779 als Gefreitenkorporal im Infanterieregiment „Teuffel von Birkensee“ der Preußischen Armee angestellt. Dort wurde er am 4. November 1784 Fähnrich und am 15. April 1788 Sekondeleutnant. Während des Ersten Koalitionskrieges kämpfte er bei der Kanonade bei Valmy, den Belagerungen von Mainz und Landau sowie der Schlacht bei Kaiserslautern und dem Gefecht bei Frankenthal. Für Frankenthal erhielt Poyda am 9. Januar 1794 den Orden Pour le Mérite und wurde am 20. März 1794 zum Premierleutnant befördert. Am 1. Februar 1795 wurde er als Stabskapitän in das Infanterieregiment „von Graevenitz“ versetzt und avancierte dort am 9. Oktober 1798 zum Kapitän und Kompaniechef.
Im Vorfeld des Vierten Koalitionskrieges kam er am 29. Oktober 1805 als Brigademajor zum Korps „Hohenlohe“ nach Dresden. Während des Krieges konnte er sich bei der Verteidigung der Festung Silberberg auszeichnen, wurde aber wie viele andere Offiziere auch am 14. August 1807 auf Halbsold gesetzt.
Poyda organisierte die Rückkehr preußischer Kriegsgefangener nach Schlesien und wurde am 24. Oktober 1808 mit einem Patent vom 30. Oktober 1810 zum Major der Armee befördert. Er sollte zur Gendarmerie kommen, um seine finanzielle Situation zu verbessern, wurde aber am 15. Juni 1810 nur zur Anstellung vorgemerkt. Am 5. August 1811 wurde er dann zum Inspekteur der in und um Sagan wohnenden inaktiven Offiziere ernannt. Am 15. Februar 1812 wurde er zum 2. Kommandanten in Silberberg und zum Kommandanten ad Interim der Festung Glatz ernannt. Das brachte ihm 1300 Taler Gehalt und zwei Rationen sowie am 11. August 1813 mit einem Patent vom 16. September 1813 die Beförderung zum Oberstleutnant ein. Am 7. Dezember 1813 wurde Poyda dann auch zum Kommandeur des 7. Schlesischen Landwehr-Infanterie-Regiments ernannt. Während der Befreiungskriege nahm er dann an der Belagerung von Erfurt teil.
Nach dem Krieg wurde er am 15. Juni 1815 mit Patent vom 18. Juni 1815 zum Oberst befördert. Am 4. Dezember 1816 wurde er zum Kommandanten von Glatz ernannt. Daran schloss sich ab 11. Oktober 1817 eine Verwendung als Inspekteur der Landwehr im Bezirk Minden an. Am 22. Februar 1820 wurde er als Kommandeur in die 11. Landwehrbrigade versetzt und am 30. März 1820 mit Patent vom 8. April 1820 zum Generalmajor befördert. Zudem erhielt er am 14. September 1824 den Roten Adlerorden III. Klasse. Am 13. Juni 1825 nahm er seinen Abschied mit Pension unter Verleihung des Roten Adlerordens II. Klasse mit Eichenlaub. Am 14. Juli 1825 erhielt Poyda das Dienstkreuz. Er zog zunächst nach Lindenau und starb am 24. Februar 1834 bei seiner Tochter auf dem Gut Schöneiche im Kreis Sorau. Er wurde am 28. Februar 1834 in der Gruft in Brestau beigesetzt.

### Familie
Poyda heiratete am 29. November 1795 in Glogau Amalie Cölestine Viktoria von Teubern (* 18. Oktober 1770; † 22. April 1822), eine Tochter des sächsischen Hofrates von Teubern. Das Paar hatte mehrere Kinder:
- Adolf (* 31. Oktober 1796; † 8. April 1868), Major a. D.
- Eduard Heinrich (* 28. Juli 1798), Sekondeleutnant
- Ernst Heinrich (* 22. September 1799), großherzöglich sachsen-weimarischer General
- Julius Max (* 6. Dezember 1800; † 13. Oktober 1818), Portepeefähnrich
- Mathilde Ottilie (* 30. Juli 1802; † 6. März 1878)

⚭ August Hammann, Premierleutnant
⚭ 1829 Otto Julius von Rabenau (* 4. Januar 1805; † 27. Juli 1886), Herr auf Schöneiche
- Agnes Cölestine (* 13. September 1805; † 9. August 1806)
- Tochter († 1808)
- Marie Viktoria (* 15. März 1809; † 6. Juni 1820)
- Benno Karl Friedrich Ludwig (* 7. November 1812), Premierleutnant